# Lomnice u Rýmařova

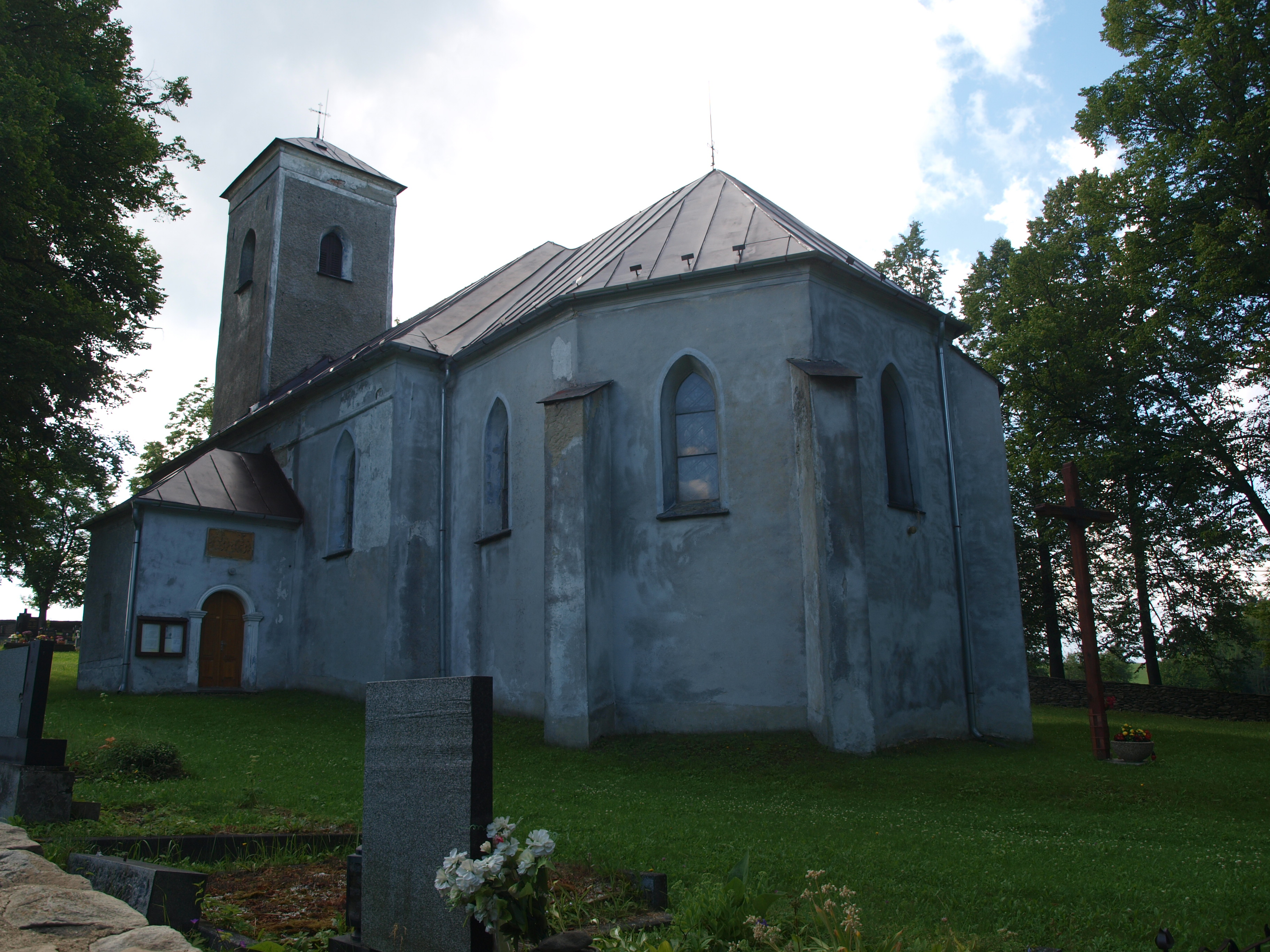
Kirche des hl. Georg in Lomnice

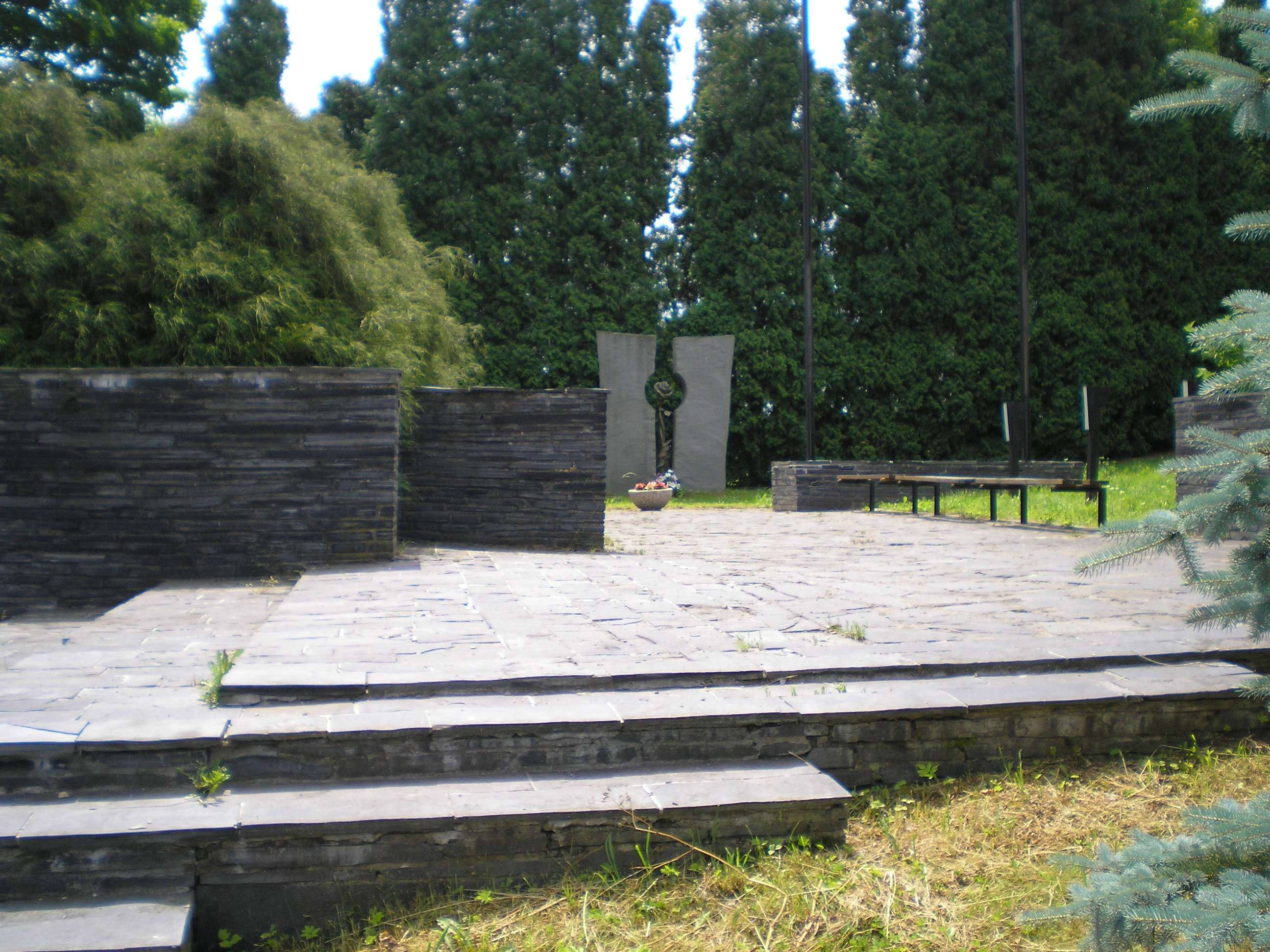
Gemeinschaftsgrab und Denkmal der Roten Armee in Lomnice

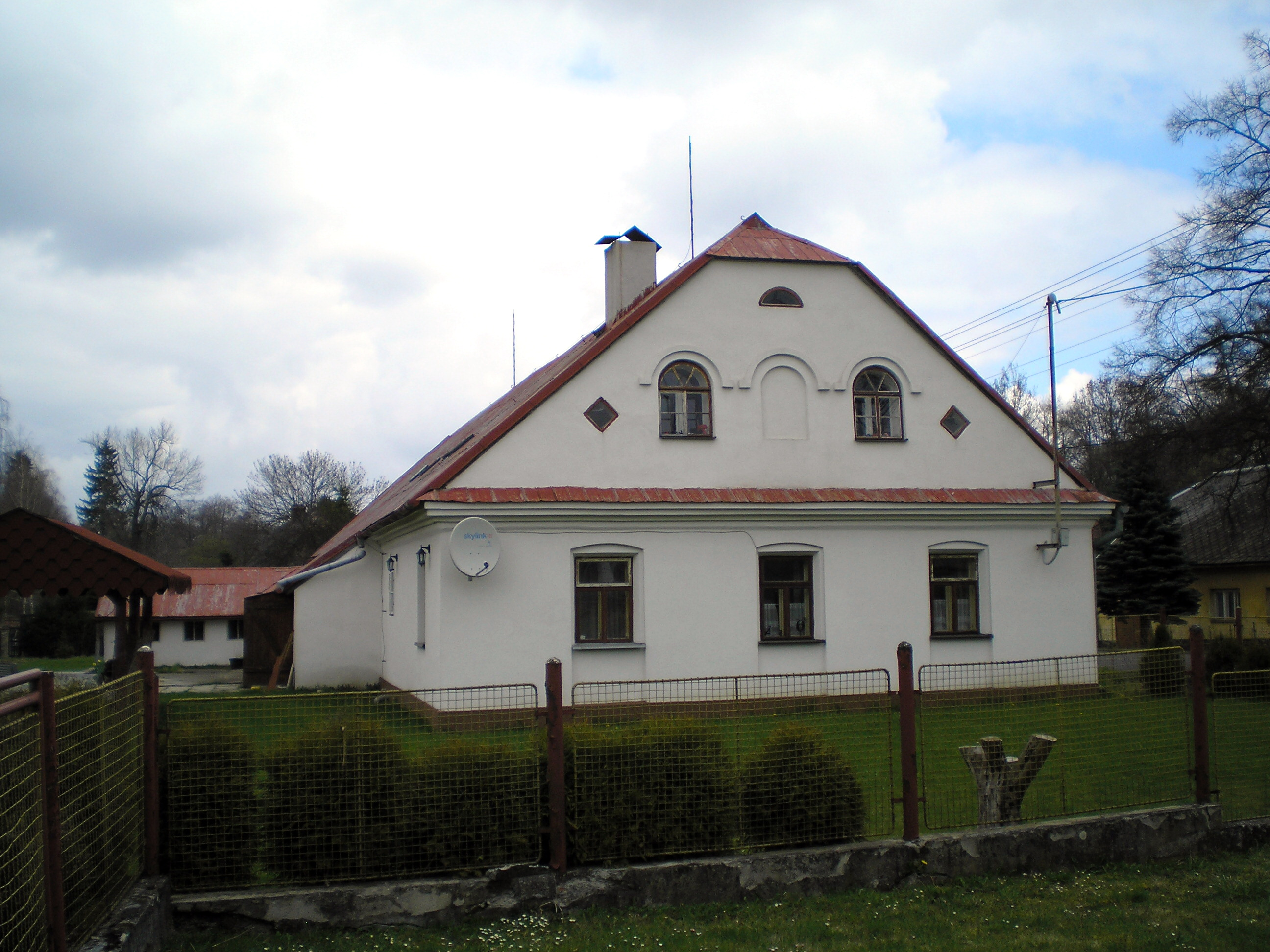
Haus Lomnice Nr. 27

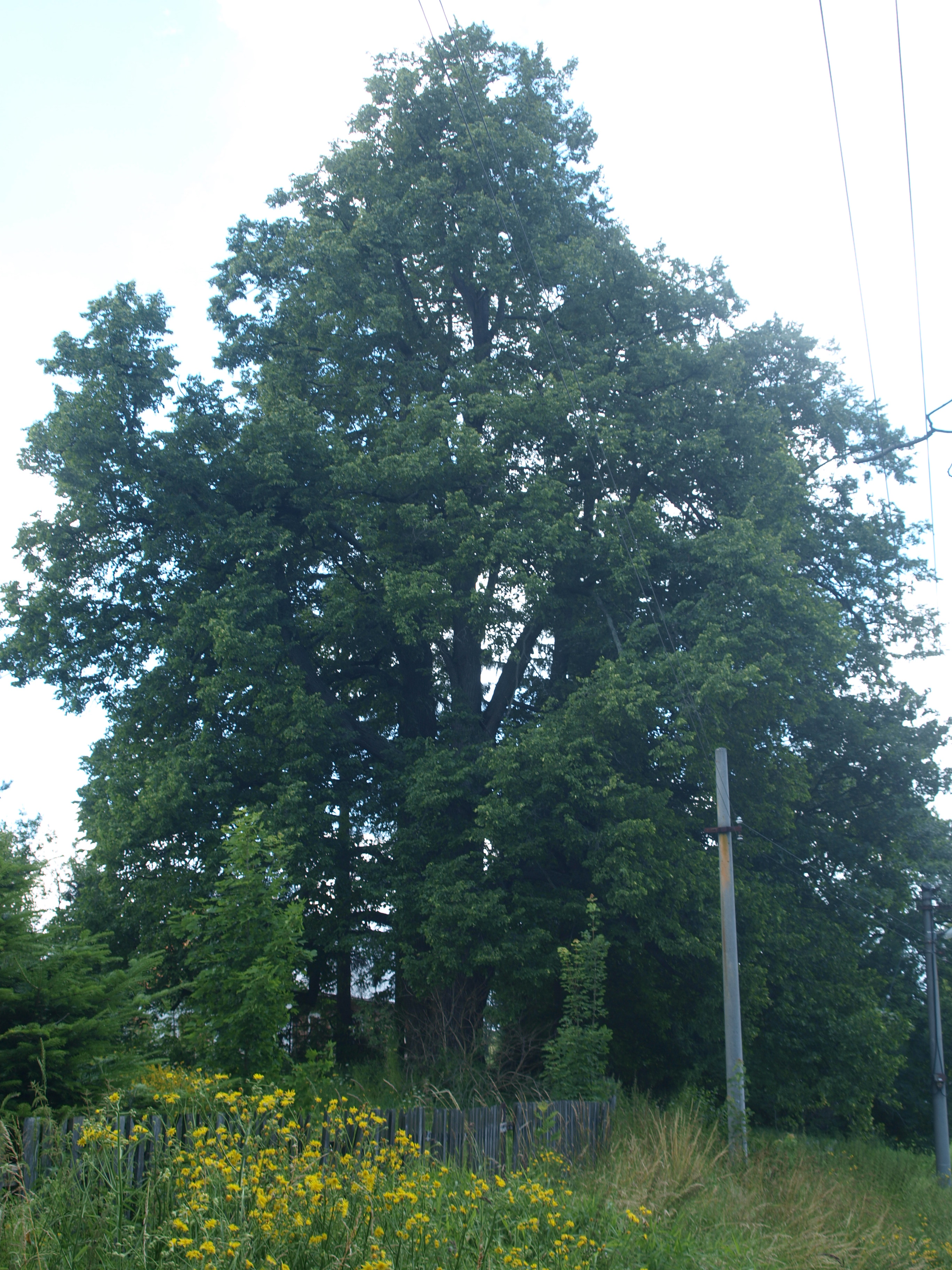
Linde am Haus Nr. 9

Lomnice (deutsch Lobnig) ist eine Gemeinde in Tschechien. Sie liegt 13 Kilometer südlich von Bruntál und gehört zum Okres Bruntál.

## Geographie
Das Waldhufendorf Lomnice erstreckt sich im Niederen Gesenke im Tal des Baches Lomnický potok (Tillendorfer Bach). Nördlich erheben sich der Červený vrch (679 m n. m.) und die Lesná (630 m n. m.), im Nordosten der Chlum (693 m n. m.), östlich der Kamenec (Steinberg, 737 m n. m.) und der Rychtář (753 m n. m.), im Süden die Slunečná (Sonnenkoppe, 800 m n. m.) und der Dětřichovský kopec (691 m n. m.), südwestlich der Kamenný vrch (Steinhübel, 709 m n. m.), im Westen der Družstevník (Kurschmiedberg, 690 m n. m.) und die Výšina (Einsiedelberg, 682 m n. m.) sowie nordwestlich der Lískovec (Haselberg, 677 m n. m.). Durch den Ort führen die Straße II/45 zwischen Bruntál und Dětřichov nad Bystřicí sowie die Bahnstrecke Olomouc–Opava východ. Südwestlich entspringt die Bystřice im Naturpark Údolí Bystřice. Gegen Nordosten befindet sich die Talsperre Slezská Harta.
Nachbarorte sind Břidličná und Tylov im Norden, Nová Pláň, Karlovec, Razová, Volárna und Roudno im Nordosten, Bílčice im Osten, Křišťanovice, Nové Valteřice, Rejchartice und Čabová im Südosten, Moravský Beroun, Ondrášov und Dětřichov nad Bystřicí im Süden, Arnoltice, Veveří und Kněžpole im Südwesten, Ryžoviště im Westen sowie Vajglov im Nordwesten.

## Geschichte
Die älteste Nachricht über das Dorf stammt aus der Zeit um 1316. In einer Urkunde des Papstes Clemens VI. von 1351 sind sowohl Lobnig als auch Tillendorf aufgeführt. 1474 wurde die gesamte Herrschaft Eulenberg von den Truppen des ungarischen Königs Matthias Corvinus verwüstet. Im Laufe des 16. Jahrhunderts erfolgte die Wiederbesiedlung des verödeten Dorfes. 1549 gab es in Lobnig eine Drahtzieherei, mehrere Mühlen und Brettsägen sowie eine kleine Brauerei. Nachdem bei einer Pestepidemie so viele Einwohner verstarben, dass die Pesttoten nicht mehr beerdigt werden konnten, wurden diese in der hölzernen Kirche gelagert und darin verbrannt. Der Besitzer der Herrschaft, Lorenz Eder von Sstiawnicz (Vavřinec Eder z Štiavnic), ließ die Gegend mit deutschen Protestanten aus der Umgebung von Ottmachau sowie Tschechen aus Olmütz wieder besiedeln. 1592 erbte Eders Schwiegersohn Jan d. Ä. Kobylka von Kobylí die Herrschaft Eulenberg; er ließ 1595 eine Schule in Lobnig einrichten. Wegen seiner Beteiligung am Ständeaufstand verlor Jan d. Ä. Kobylka nach der Schlacht am Weißen Berg seine Güter an Karl von Liechtenstein. Dieser übergab die Herrschaft 1623 an den Deutschen Orden. 1626 errichteten die dänischen Truppen im Ort ein Lazarett mit Friedhof; danach folgten schottische Söldner und polnische Husaren, die das Dorf verwüsteten. Der Orden ließ die Herrschaft mit harter Hand rekatholisieren, vor allem wohlhabende Einwohner und Handwerker gingen in die Emigration. Die nachfolgende Zeit war von Hexenprozessen und der Hysterie vor Wiedergängern überschattet. Nach einem Besuch des Kaisers Joseph II. wurde zum Ende des 18. Jahrhunderts die Lobniger Pfarrei erneuert und ein neues Schulhaus errichtet. Bis zur Mitte des 19. Jahrhunderts blieb Lobnig nach Eulenburg untertänig.
Nach der Aufhebung der Patrimonialherrschaften gehörte Lobnig/Lomnice ab 1849 zum Gerichtsbezirk Römerstadt. Ab 1868 war die Gemeinde Teil des Bezirkes Römerstadt. Durch die 1872 eingeweihte Eisenbahn von Olmütz nach Troppau erfuhr Lobnig einen wirtschaftlichen Aufschwung. 1930 lebten in Lobnig 1064 Personen, 1939 waren es 980. Im Gegensatz zu den umliegenden rein deutschsprachigen Orten lebte in Lobnig auch eine tschechische Minderheit, für deren Kinder 1934 eine Minderheitenschule eingerichtet wurde.
Nach dem Münchner Abkommen wurde die tschechische Minderheit noch im Oktober 1938 von sudetendeutschen Freischärlern aus dem Dorf vertrieben. Lobnig gehörte von 1938 bis 1945 zum deutschen Landkreis Römerstadt. Während des Zweiten Weltkrieges befand sich zwischen Lobnig und Dittersdorf ein Kriegsgefangenenlager, in dem vor allem Angehörige der Roten Armee untergebracht waren. Im Stalag VIIIB Lobnig verstarben in dieser Zeit über 400 Gefangene. Nach Kriegsende kam Lomnice zur Tschechoslowakei zurück und die deutsche Bevölkerung wurde vertrieben.
Nach der Aufhebung des Okres Rýmařov wurde die Gemeinde 1960 dem Okres Bruntál zugeordnet. 1961 erfolgte die Eingemeindung von Tylov.

## Gemeindegliederung
Die Gemeinde Lomnice besteht aus den Ortsteilen und Katastralbezirken Lomnice (Lobnig) und Tylov (Tillendorf). Zu Lomnice gehört außerdem die Einschicht Tylovský Mlýn.

## Sehenswürdigkeiten
- Kirche des hl. Georg in Lomnice, errichtet in der Mitte des 14. Jahrhunderts. Zwischen 1603 und 1622 erfolgte ein grundlegender Umbau. Nach dem Brand von 1854 erfuhr die Kirche eine weitere Umgestaltung.
- Gemeinschaftsgrab der Opfer des Stalag Lobnig und Denkmal der Roten Armee, hinter der Kirche in Lomnice. Die Anlage ist einer der größten Kriegsgefangenenfriedhöfe in Mähren. Die vom Bildhauer František Gibala geschaffene monumentöse Skulptur einer trauernden Frau wurde nach der Samtenen Revolution entfernt und durch ein Steinrelief mit Bronzerosen ersetzt.
- Denkmalgeschütztes Haus Nr. 27 in Lomnice
- Lobniger Linde, am Haus Nr. 9, Baumdenkmal

## Söhne und Töchter der Gemeinde
- Gustav Brauner (1880–1966), deutscher Maler, geboren in Tillendorf
- Viktor Heißler (1901–1966), deutscher Ingenieur